# 레이턴 휴잇
레이턴 글린 휴잇(영어: Lleyton Glynn Hewitt, AM, IPA: [ˈleɪtən ˈhjuːɨt], 1981년 2월 24일 ~ )은 전 세계 랭킹 1위였던 오스트레일리아의 프로 테니스 선수이다. 2001년 20세 9개월의 나이로 세계 랭킹 1위가 되었고 이것은 현재까지 최연소 세계 랭킹 1위 기록으로 남아있다. 그랜드 슬램 대회에서는 2001년 US 오픈과 2002년 윔블던 단식에서 우승하였으며, 2000년 윔블던 복식에서 우승하였다. 2001년과 2002년에는 마스터스 컵 대회(현재의 ATP 월드 투어 파이널)에서 두 해 연속 우승하였다. 2005년 테니스 매거진은 그를 1965년 이후 가장 위대한 40인의 선수들 중 34위에 올렸다.
휴잇은 승부욕이 무척 강한 것으로 유명하며, 강한 체력과 안정적인 스트로크, 빠른 발이 강점이다.

## 선수 경력
휴잇은 오스트레일리안 풋볼 선수였던 그의 아버지 글린의 뒤를 따라 풋볼 선수가 될 수도 있었다. 그러나 그는 테니스 선수의 길을 택하였고, 1998년 넥스트 제너레이션 애들레이드 인터내셔널(Next Generation Adelaide International) 테니스 대회에서 당시 무명의 어린 선수였던 그가 준결승에서 앤드리 애거시를 꺾고 우승까지 하면서 가능성을 보였다. 그 때에 휴잇보다 어린 나이에 ATP 대회에서 우승한 선수는 1983년 텔 아비브 대회에서 우승한 아론 크릭스타인(Aaron Krickstein)과 1988년 샌프란시스코 대회에서 우승한 마이클 창 뿐이었다. 휴잇은 곧 재학 중이던 이매뉴얼 칼리지(Immanuel College)를 중퇴하고 테니스 선수 활동에 전념하기 시작하였다. 그는 AIS의 장학생이기도 했다.

## 통산 기록

### 그랜드 슬램 결승

#### 단식: 4 (2승 2패)
우승 (2)
| 연도 | 대회명  | 코트 | 결승 상대       | 스코어           |
| 2001 | US 오픈 | 하드 | 피트 샘프라스   | 7–6(4), 6–1, 6–1 |
| 2002 | 윔블던  | 잔디 | 다비드 날반디안 | 6–1, 6–3, 6–2    |

준우승 (2)
| 연도 | 대회명    | 코트 | 결승 상대   | 스코어             |
| 2004 | US 오픈   | 하드 | 로저 페더러 | 6–0, 7–6(3), 6–0   |
| 2005 | 호주 오픈 | 하드 | 마라트 사핀 | 1–6, 6–3, 6–4, 6–4 |

#### 복식: 1 (1승)
우승 (1)
| 연도 | 대회명  | 코트 | 파트너      | 결승 상대               | 스코어           |
| 2000 | US 오픈 | 하드 | 막스 미르니 | 엘리스 페레이라 릭 리치 | 6–4, 5–7, 7–6(5) |

### 마스터스 컵 결승

#### 단식: 2 (2승)
우승 (2)
| 연도 | 대회명      | 코트     | 결승 상대            | 스코어                  |
| 2001 | 시드니 대회 | 하드     | 세바스찬 그로장      | 6–3, 6–3, 6–4           |
| 2002 | 상하이 대회 | 하드 (i) | 후안 카를로스 페레로 | 7–5, 7–5, 2–6, 2–6, 6–4 |

### 통산 결승

#### 단식: 41 (27승 14패)
우승 (27)
| 대회 종류 (2009년 전/후)                                  |
| 그랜드 슬램 대회 (2)                                      |
| 마스터스 컵 / ATP 월드 투어 파이널 (2)                    |
| ATP 마스터스 시리즈 / ATP 월드 투어 마스터스 1000 (2)     |
| ATP 인터내셔널 시리즈 골드 / ATP 월드 투어 500 시리즈 (2) |
| ATP 인터내셔널 시리즈 / ATP 월드 투어 250 시리즈 (19)     |

| 코트 종류별 타이틀 |
| 하드(19)           |
| 클레이 (2)         |
| 잔디 (6)           |
| 카펫 (0)           |

| No. | 일시             | 대회명                                             | 코트   | 결승 상대            | 스코어                  |
| 1.  | 1998년 1월 5일   | 애들레이드 인터내셔널, 오스트레일리아 (1)          | 하드   | 제이슨 스톨텐버그    | 3–6, 6–3, 7–6(4)        |
| 2.  | 1999년 5월 3일   | 델레이 비치 인터내셔널, 플로리다주, 미국           | 클레이 | 사비에 말리세        | 6–4, 6–7(2), 6–1        |
| 3.  | 2000년 1월 3일   | 애들레이드 인터내셔널, 오스트레일리아 (2)          | 하드   | 토마스 엔크비스트    | 3–6, 6–3, 6–2           |
| 4.  | 2000년 1월 10일  | N.S.W 오픈/메디뱅크 인터내셔널, 오스트레일리아 (1) | 하드   | 제이슨 스톨텐버그    | 6–4, 6–0                |
| 5.  | 2000년 3월 6일   | 테니스 채널 오픈, 애리조나주, 미국 (1)             | 하드   | 팀 헨만              | 6–4, 7–6(2)             |
| 6.  | 2000년 6월 12일  | 퀸즈 클럽 챔피언십, 영국 (1)                       | 잔디   | 피트 샘프라스        | 6–4, 6–4                |
| 7.  | 2001년 1월 8일   | N.S.W 오픈/메디뱅크 인터내셔널, 오스트레일리아 (2) | 하드   | 마그너스 노르만      | 6–4, 6–1                |
| 8.  | 2001년 6월 11일  | 퀸즈 클럽 챔피언십, 영국 (2)                       | 잔디   | 팀 헨만              | 7–6(3), 7–6(3)          |
| 9.  | 2001년 6월 18일  | 오르디나 오픈, 네덜란드                            | 잔디   | 기예르모 카냐스      | 6–3, 6–4                |
| 10. | 2001년 9월 10일  | US 오픈, 뉴욕, 뉴욕주, 미국                        | 하드   | 피트 샘프라스        | 7–6(4), 6–1, 6–1        |
| 11. | 2001년 10월 1일  | 재팬 오픈, 일본                                    | 하드   | 미첼 크라토크비      | 6–4, 6–2                |
| 12. | 2001년 11월 12일 | 마스터스 컵, 시드니, 오스트레일리아 (1)            | 하드   | 세바스찬 그로장      | 6–3, 6–3, 6–4           |
| 13. | 2002년 2월 25일  | SAP 오픈, 캘리포니아주, 미국                       | 하드   | 안드레 애거시        | 4–6, 7–6(6), 7–6(4)     |
| 14. | 2002년 3월 11일  | 인디언 웰즈 마스터스, 캘리포니아 주, 미국 (1)      | 하드   | 팀 헨만              | 6–1, 6–2                |
| 15. | 2002년 6월 10일  | 퀸즈 클럽 챔피언십, 영국 (3)                       | 잔디   | 팀 헨만              | 4–6, 6–1, 6–4           |
| 16. | 2002년 6월 24일  | 윔블던, 런던, 영국                                 | 잔디   | 다비드 날반디안      | 6–1, 6–3, 6–2           |
| 17. | 2002년 11월 11일 | 마스터스 컵, 상하이, 중국 (2)                      | 하드   | 후안 카를로스 페레로 | 7–5, 7–5, 2–6, 2–6, 6–4 |
| 18. | 2003년 3월 3일   | Scottsdale, 애리조나 주, 미국 (2)                  | 하드   | 마크 필리포시스      | 6–4, 6–4                |
| 19. | 2003년 3월 10일  | 인디언 웰즈 마스터스, 미국 (2)                     | 하드   | 구스타보 쿠에르텐    | 6–1, 6–1                |
| 20. | 2004년 1월 12일  | N.S.W 오픈/메디뱅크 인터내셔널, 오스트레일리아 (3) | 하드   | 카를로스 모야        | 4–3 기권                |
| 21. | 2004년 2월 16일  | ABN AMRO 월드 테니스 토너먼트, 네덜란드            | 하드   | 후안 카를로스 페레로 | 6–7(1), 7–5, 6–4        |
| 22. | 2004년 8월 16일  | 랙 메이슨 테니스 클래식, 미국                      | 하드   | 질 뮐러              | 6–3, 6–4                |
| 23. | 2004년 8월 23일  | 롱 아일랜드 대회, 미국                             | 하드   | 루이스 오르나        | 6–3, 6–1                |
| 24. | 2005년 1월 10일  | N.S.W 오픈/메디뱅크 인터내셔널, 오스트레일리아 (4) | 하드   | 이보 미나르          | 7–5, 6–0                |
| 25. | 2006년 6월 18일  | 퀸즈 클럽 챔피언십, 영국 (4)                       | 잔디   | 제임스 블레이크      | 6–4, 6–4                |
| 26. | 2007년 3월 5일   | 테니스 채널 오픈, 미국 (3)                         | 하드   | 위르겐 멜처          | 6–4, 7–6(10)            |
| 27. | 2009년 4월 12일  | U.S. 남자 클레이 코트 챔피언십, 미국               | 클레이 | 웨인 오데스니크      | 6–2, 7–5                |

준우승 (14)
| No. | 일시             | 대회명                                  | 코트     | 결승 상대         | 스코어                           |
| 1.  | 1999년 1월 11일  | 애들레이드 대회, 오스트레일리아         | 하드     | 토마스 엔크비스트 | 4–6, 6–1, 6–2                    |
| 2.  | 1999년 3월 8일   | 테니스 채널 오픈, 애리조나, 미국        | 하드     | 잔 마이클 갬빌    | 7–6(2), 4–6, 6–4                 |
| 3.  | 1999년 10월 25일 | 리옹 테니스 그랑프리, 프랑스            | Carpet   | 니콜라스 라펜티   | 6–3, 6–2                         |
| 4.  | 2000년 11월 6일  | 마드리드 마스터스, 독일                 | 하드     | 웨인 페레이라     | 7–6(6), 3–6, 6–7(5), 7–6(2), 6–2 |
| 5.  | 2002년 8월 12일  | 신시내티 마스터스, 오하이오주, 미국     | 하드     | 카를로스 모야     | 7–5, 7–6(5)                      |
| 6.  | 2002년 11월 4일  | 파리 마스터스, 프랑스                   | 카펫     | 마라트 사핀       | 7–6(4), 6–0, 6–4                 |
| 7.  | 2003년 8월 4일   | 컨트리와이드 클래식, 캘리포니아주, 미국 | 하드     | 웨인 페레이라     | 6–3, 4–6, 7–5                    |
| 8.  | 2004년 8월 9일   | 신시내티 마스터스, 오하이오, 미국       | 하드     | 안드레 애거시     | 6–3, 3–6, 6–2                    |
| 9.  | 2004년 9월 13일  | US 오픈, 뉴욕, 미국                     | 하드     | 로저 페더러       | 6–0, 7–6(3), 6–0                 |
| 10. | 2004년 11월 22일 | 마스터스 컵, 휴스턴, 텍사스주, 미국     | 하드     | 로저 페더러       | 6–3, 6–2                         |
| 11. | 2005년 1월 31일  | 호주 오픈, 멜버른, 오스트레일리아       | 하드     | 마라트 사핀       | 1–6, 6–3, 6–4, 6–4               |
| 12. | 2005년 3월 21일  | 인디언 웰즈 마스터스, 플로리다, 미국    | 하드     | 로저 페더러       | 6–2, 6–4, 6–4                    |
| 13. | 2006년 2월 20일  | SAP 오픈, 캘리포니아, 미국              | 하드 (i) | 앤디 머레이       | 2–6, 6–1, 7–6(3)                 |
| 14. | 2006년 3월 6일   | 테니스 채널 오픈, 네바다주, 미국        | 하드     | 제임스 블레이크   | 7–5, 2–6, 6–3                    |

#### 복식: 2 (2승)
우승 (2)
| No. | 일시            | 대회명             | 코트 | 파트너      | 결승 상대                     | 스코어              |
| 1.  | 2000년 8월 21일 | RCA 챔피언십, 미국 | 하드 | 샌든 스톨   | 요나스 비에르크만 막스 미르니 | 7–6(3), 4–6, 7–6(3) |
| 2.  | 2000년 9월 11일 | US 오픈, 미국      | 하드 | 막스 미르니 | 엘리스 페레이라 릭 리치       | 6–4, 5–7, 7–6(5)    |

## 서훈
- 2016년 오스트레일리아 훈장 멤버(AM)

## 같이 보기
- 역대 윔블던 남자 단식 우승자 목록